# Staurogyne
- Commons
- Wikispecies

Staurogyne Wall., 1831, segundo o Sistema APG II, é um género botânico pertencente à família Acanthaceae.

## Sinonímia
- Ebermaiera Nees
- Erythracanthus Nees
- Neozenkerina Mildbr.
- Staurogynopsis Mangenot & Ake Assi
- Zenkerina Engl.

## Espécies
Este gênero apresenta 177 espécies.